# Горка (Верхньотоємське сільське поселення)
Горка (рос. Горка) — присілок в Верхньотоємському районі Архангельської області Російської Федерації.
Населення становить 62 особи. Входить до складу муніципального утворення Верхньотоємський муніципальний округ.

## Історія
До 1 червня 2021 року входило до складу муніципального утворення Верхньотоємське муніципальне утворення.

## Населення
| 2002 | 2010 | 2012 |
| ---- | ---- | ---- |
| 78   | ↘56  | ↗62  |